# Archboldomys
Archboldomys là một chi động vật có vú trong họ Muridae, bộ Gặm nhấm. Chi này được Musser miêu tả năm 1982. Loài điển hình của chi này là Archboldomys luzonensis Musser, 1982.

## Hình ảnh

## Các loài
Chi này gồm các loài:
- Archboldomys kalinga
- Archboldomys luzonensis
- Archboldomys musseri